# Ecuaciones de Darken
Las ecuaciones de Darken describen como varía el coeficiente de interdifusión en sistemas binarios de acuerdo con los coeficientes de difusión de cada componente y las concentraciones molares de estos. Se usan para sistemas tipo par difusor y son de especial importancia en el estudio de problemas metalúrgicos como la soldadura.

## El efecto Kirkendall
Para un sistema binario como una aleación resulta conveniente pensar en dos coeficientes de difusión, que se pueden determinar de manera experimental. El primero que lo intentó hacer fue Hartley en un sistema de acetona y celulosa. En 1942 Smigelkas y Kirkendall investigaron el sistema Cu-Latón y realizaron el siguiente experimento; en un bloque formado por la soldadura de dos metales de diferentes composiciones, en el plano de la soldadura se insertan alambres finos (por lo general de un metal como Mo o W que no se disuelve en el sistema de aleación al ser estudiados). 
Estos cables finos sirven como marcadores para estudiar el proceso de difusión. Asumamos que los metales separados por el plano de la soldadura son metal A puro y metal B puro. Con el fin de obtener una longitud total de la difusión, que debe ser lo suficientemente grande como para ser medible experimentalmente, es necesario que se caliente a una temperatura cercana a los el punto de fusión de los metales que comprenden la barra, y mantenido allí durante un tiempo relativamente largo, generalmente del orden de días. 
Después de enfriar la muestra a temperatura ambiente, se coloca en un torno y capas finas paralela a la interfase de la soldadura se retiran de la barra. Cada capa se analiza químicamente y los resultados se pasan a una gráfica para dar una curva que muestra la composición de la barra en función de la distancia a lo largo de la barra. De la que se deduce fácilmente que ha habido un flujo de átomos de B desde el lado izquierdo de la barra hacia la derecha, y un flujo de átomos de A en la otra dirección correspondiente. 
El resultado que se obtiene es que los cables se movieron durante la difusión proceso. Esta distancia, aunque pequeña, es medible, y para aquellos casos en que los marcadores han sido colocados en la soldadura entre dos metales diferentes, la distancia se ha encontrado que varía como la raíz cuadrada del tiempo durante el cual el espécimen se mantuvo a la temperatura de difusión. La única manera de explicar el movimiento de los cables durante el proceso de difusión es que para los átomos A se difunden más rápido que los átomos de B. La medición de la posición de los cables con respecto a un extremo de la barra mostrará el movimiento de los cables. El efecto Kinkerdall implica que la difusión sucede por medio del mecanismo de difusión por vacancias, con la condición que el número de vacancias debe e estar en equilibrio y que no pueden formar cavidades.

## Las ecuaciones de Darken
Las ecuaciones que dan sustento al efecto Kirkendall las desarrolló Darken a partir de las siguientes suposiciones:
- Primero que la red cristalina del metal se mueve como un todo hacia un el lado más puro, mientras que en el lado con impurezas se forman nuevas superficies y por tanto los testigos (los cables) se desplazan.
- También postuló que la velocidad de desplazamiento de los testigos {\displaystyle (v_{k})} debe compensar la diferencia de flujos de los componentes, sin embargo, supuso que a volumen constante el efecto se nivela.

Esto lo representó por medio de la ecuación 
{\displaystyle J_{1}^{'}=J_{1}+v_{k}c_{1}=-J_{2}^{'}=-(J_{2}+v_{k}c_{2})}
donde {\displaystyle J_{i}} son los flujos de cada componente y {\displaystyle c_{i}} las composiciones de cada componente 
La primera ecuación de Darken describe la creación y aniquilación de vacancias y es 
{\displaystyle v_{k}=(D_{1}-D_{2}){\frac {\partial X_{1}}{\partial x}}}   X es la fracción mol del componente
Después introdujo el coeficiente de difusión mutuo como medida de la velocidad del sistema (fijo o Euleriano) como
{\displaystyle D^{\star }=-{\frac {J_{1}+v_{k}c_{1}}{\frac {\partial c_{1}}{\partial x}}}=-{\frac {J_{2}+v_{k}c_{2}}{\frac {\partial c_{2}}{\partial x}}}}
Si usamos la primera ley de Darken en la definición anterior obtenemos la segunda ley de Darken
{\displaystyle D^{\star }=D_{1}X_{2}+D_{2}X_{1}}
Analizándola podemos ver que en una solución diluida el coeficiente de difusión mutua ( que es una cuantificación de que tan rápido se mezcla) de determina por la velocidad de difusión de los átomos que estén en menor concentración.Si estudiamos un poco más la teoría al medir {\displaystyle v_{k}} y {\displaystyle D^{\star }} se pueden calcular ambos coeficientes de difusión.